# Rádóckölked, Vas
Rádóckölked  este un sat în districtul Körmend, județul Vas, Ungaria, având o populație de 273 de locuitori (2011). 

## Demografie
Componența etnică a satului Rádóckölked
     Maghiari (100%)
Componența confesională a satului Rádóckölked
     Romano-catolici (50,92%)
     Reformați (24,54%)
     Fără religie (2,2%)
     Luterani (1,47%)
     Necunoscută (20,88%)
Conform recensământului din 2011, satul Rádóckölked avea 273 de locuitori. Din punct de vedere etnic, majoritatea locuitorilor (100,0%) erau maghiari.  Din punct de vedere confesional, majoritatea locuitorilor (50,92%) erau romano-catolici, existând și minorități de reformați (24,54%), persoane fără religie (2,2%) și luterani (1,47%). Pentru 20,88% din locuitori nu este cunoscută apartenența confesională.